# Skeleton nos Jogos Olímpicos de Inverno de 2006
As competições de skeleton nos Jogos Olímpicos de Inverno de 2006 foram disputadas entre 16 e 17 de fevereiro em Turim, na Itália. O skeleton é dividido em dois eventos. As competições foram realizados em Cesana Pariol.

## Calendário
| Fevereiro | 10 | 11 | 12 | 13 | 14 | 15 | 16 | 17 | 18 | 19 | 20 | 21 | 22 | 23 | 24 | 25 | 26 |
| --------- | -- | -- | -- | -- | -- | -- | -- | -- | -- | -- | -- | -- | -- | -- | -- | -- | -- |
| Skeleton  |    |    |    |    |    |    | 1  | 1  |    |    |    |    |    |    |    |    |    |

|  | Dia de competição |  | Dia de final |  | Exibição de gala |

## Eventos
- Individual feminino
- Individual masculino

## Medalhistas
| Evento                        | Ouro                          | Prata                           | Bronze                                    |
| ----------------------------- | ----------------------------- | ------------------------------- | ----------------------------------------- |
| Individual masculino detalhes | Duff Gibson CAN Canadá        | Jeff Pain CAN Canadá            | Gregor Stähli SUI Suíça                   |
| Individual feminino detalhes  | Maya Pedersen-Bieri SUI Suíça | Shelley Rudman GBR Grã-Bretanha | Mellisa Hollingsworth-Richards CAN Canadá |

## Quadro de medalhas
| Ordem | País             | Medalha de ouro | Medalha de prata | Medalha de bronze |   | Ordem por total |
| ----- | ---------------- | --------------- | ---------------- | ----------------- | - | --------------- |
| 1     | CAN Canadá       | 1               | 1                | 1                 | 3 | 1               |
| 2     | SUI Suíça        | 1               |                  | 1                 | 2 | 2               |
| 3     | GBR Grã-Bretanha |                 | 1                |                   | 1 | 3               |
| TOTAL | TOTAL            | 2               | 2                | 2                 | 6 | —               |